# Schalk et Kopf c. Autriche
Pour les articles homonymes, voir Schalk.
Schalk et Kopf c. Autriche est un arrêt de la Cour européenne des droits de l'homme datant du 24 juin 2010 et faisant suite une requête d'un couples d'hommes de Vienne, qui dispose que la Convention européenne des droits de l'homme n'oblige pas les États à reconnaître ou à légaliser les mariages entre personnes du même sexe.
La solution adoptée dans cet arrêt a été confirmée par les arrêts Hämälainen c/ Finlande du 16 juillet 2014, Oliari et autres c/ Italie du 21 juillet 2015 et Chapin et Charpentier c/ France du 9 juin 2016.